# سفرانین
سفرانین (به انگلیسی: Safranin) با فرمول شیمیایی C۲۰H۱۹N۴+, Cl- یک ترکیب شیمیایی با شناسه پاب‌کم ۲۷۲۳۸۰۰ است. که جرم مولی آن ۳۵۰٬۸۴ g/mol می‌باشد. در بافت‌شناسی از این ماده در رنگ‌آمیزی گرم برای رنگ‌آمیزی باکتری‌های گرم منفی و گرم مثبت استفاده می‌شود.